# François-René Curaudau
 (janvier 2023).
Si vous disposez d'ouvrages ou d'articles de référence ou si vous connaissez des sites web de qualité traitant du thème abordé ici, merci de compléter l'article en donnant les références utiles à sa vérifiabilité et en les liant à la section « Notes et références ».
François-René Curaudau est un pharmacien et chimiste français né à Sées (Orne) le 14 novembre 1765 et mort le 25 janvier 1813 à Paris.

## Biographie

### Débuts en chimie
À vingt-deux ans, René Curaudau devient membre du collège de pharmacie de Paris. Il s'installe à Vendôme, où la nature alimente son imagination et sa volonté puissante de faire des découvertes utiles au bien commun.

### Études autour des produits du quotidien
Il y étudie les procédés du tannage des cuirs avant de retourner sur Paris où il fonde sa propre tannerie. Il se réoriente ensuite vers la conception d'alun artificiel, où il rivalise avec l’alun de Rome. À Rouen, son alun artificiel a un tel succès que plus aucun marchand ne propose d'alun de Rome. Progressivement, à travers l'étude de l'alun artificiel, René Curaudau s'intéressa aux procédés de savonnerie, tentant de rendre les savons plus réguliers et moins chers à produire que ceux alors en circulation. Parallèlement, il invente plusieurs machines pour blanchir le linge à la vapeur. A ce sujet, il publie un Traité du blanchissage par la vapeur (Paris, 1806, in-8°). Il partage ses connaissances dans quelques cours en école de chimie.
En 1807, il présente au ministre de la Marine un moyen d’augmenter la durée de vie des voiles et des filets de pêche, en les soumettant à un processus de tannage modifié. Peu de temps après, il publie un nouveau procédé pour épurer les huiles à brûler, et une méthode pour faciliter l’évaporation des liquides (notamment du suc de raisin), par le biais de toiles plongées dans le liquide, puis exposées à plusieurs reprises à l’air. Cette méthode se révèle très efficace dans la fabrication du sucre de betterave.

### Inventions techniques
Le désir de diminuer la consommation des combustibles en France lui a permis d'imaginer plusieurs appareils :
- Des fourneaux domestiques plus économiques
- Des cheminées mieux aménagées
- Des poêles où la fumée (longtemps retenue) renvoyait une chaleur considérable
- De grands fourneaux capables de chauffer un grand établissement, une grande maison, en n’employant qu’un seul foyer et peu de combustible
- Des ventilateurs pour rafraîchir les habitations pendant l’été au moyen du feu
- Des fours ambulants utiles aux armées
- Des cylindres pour chauffer les bains publics sans exposer les baigneurs à la vapeur du charbon
- etc.

Pour prouver l'efficacité et l'utilité de ses créations, René Curaudau a réalisé beaucoup de démonstrations publiques.

### Succès scientifique
Plusieurs sociétés savantes ouvrent leurs portes à Curaudau. Celles qu’il fréquentait le plus étaient la Société d’encouragement pour l’industrie nationale, l’Athénée des arts, et la Société libre des pharmaciens de Paris. C’est à cette dernière qu’il communique ses principales recherches en chimie, notamment autour de la potasse, de la soude, de la nature de l'oxygène, des propriétés du radical cyanhydrique, de l’acide borique ou encore de la décomposition du muriate de soude.

### Écrits
Ses principaux travaux sont consignés dans les Annales de chimie, le Journal de physique, le Bulletin de pharmacie, la Bibliothèque des propriétaires ruraux/Journal d’économie rurale. Ces manuscrits, remplis d'annotations, de résumés de ses observations, sont faits pour être lus, Curaudau souhaitait faire avancer le monde, aussi bien la science que l'humanité.

### Décès
René Curaudau s'éteint à l'âge de 48 ans d'une angine inflammatoire provoquée par un travail trop intensif.

## Sources
- Notices d'autorité :   - VIAF
  - ISNI
  - BnF (données)
  - IdRef
  - LCCN
  - GND
  - Israël
  - NUKAT
  - WorldCat
- Joseph-François Michaud, Louis Gabriel Michaud, Biographie universelle, ancienne et moderne, tome 10, Paris, Libraire historique, 1813, p. 567-568